# 汉诺威州
汉诺威州（德语：Land Hannover）是盟军占领的德国英占区内一个短暫存在的行政区划。从二战后普鲁士自由邦解体到1946年下萨克森州成立，它存在了92 天。该州继承了1866年被普鲁士吞并的前汉诺威王国，这种传承反映在萨克森马的州徽上。汉诺威与几个较小的州合并成立下萨克森州后，继续使用此标志。